# Elisabeth von Jugoslawien

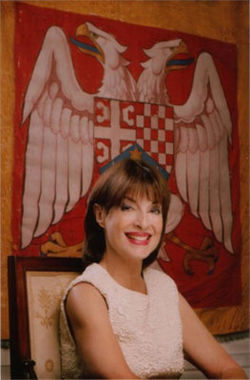
Elisabeth von Jugoslawien

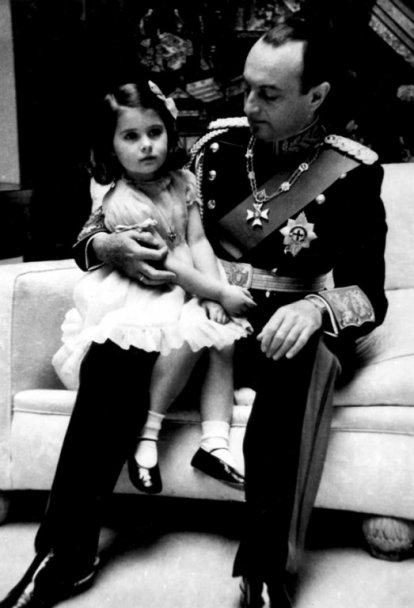
Elisabeth von Jugoslawien als Kind mit ihrem Vater

Elisabeth von Jugoslawien (serbokroatisch-kyrillisch Њ.К.В. Кнегиња Јелисавета Карађорђевић; * 7. April 1936 in Belgrad, Königreich Jugoslawien) entstammt dem ehemaligen regierenden Königshaus Karađorđević. Sie ist eine ehemalige Prinzessin und die Tochter von Prinzregent Paul von Jugoslawien und Olga von Griechenland.
Prinzessin Elisabeth wurde am 7. April 1936 in Belgrad als Tochter des Prinzregenten Paul geboren. Ihre Ausbildung begann sie in Südafrika, setzte sie in Großbritannien und der Schweiz fort. Sie spricht neben ihrer serbischen Muttersprache auch Englisch, Französisch, Spanisch und Italienisch. Heute lebt sie wieder in Belgrad. Elisabeth ist nicht nur serbische Staatsbürgerin, sondern besitzt auch einen US-amerikanischen Pass.
Am 19. Januar 1961 heiratete sie den amerikanischen Textilfabrikanten Howard Oxenberg (1919–2010). Aus dieser Ehe stammen zwei Töchter, die amerikanische Schauspielerin Catherine Oxenberg (* 1961) und Christina (* 1962). Die Ehe wurde 1966 geschieden. In zweiter Ehe vom 23. September 1969 lebte sie mit dem britischen Politiker und späteren Europaparlamentarier Neil Balfour (* 1944) zusammen. Aus dieser Ehe ging Sohn Nicholas (* 1970) hervor. Die Ehe zerbrach aufgrund einer Liaison Elisabeths mit dem Schauspieler Richard Burton und wurde 1978 geschieden. Ihre dritte Ehe schloss sie am 28. Februar 1987 mit dem ehemaligen peruanischen Premierminister Manuel Ulloa Elías (1922–1992). Ende 1990 gründete sie die Princess-Elizabeth-Stiftung, die sich für Kinder aus Kriegsgebieten einsetzt. Bei den Präsidentschaftswahlen 2004 in Serbien entschloss sie sich zur Kandidatur und erreichte bei den Wahlen den sechsten Platz mit 63.991 Stimmen. Bereits vorher gestaltete sie die Politik des Zusammenlebens der Völker im ehemaligen Jugoslawien mit, bis der Bürgerkrieg dem ein Ende bereitete. Des Weiteren tritt sie für die Abschaffung von Kernwaffen ein und wurde für ihr Engagement mit dem Nuclear Disarmament Forum Award ausgezeichnet. Elisabeth vertreibt ihre eigene Parfümmarke und ist Autorin von bisher vier Kinderbüchern.